# Alfred Baudrillart
Pour les articles homonymes, voir Baudrillart.
Alfred Henri Baudrillart, né le 6 janvier 1859 à Paris (Seine) et mort le 19 mai 1942 dans la même ville, est un cardinal français, universitaire, historien, recteur de l’Institut catholique de Paris et membre de l'Académie française. Il a fait campagne pour susciter le soutien international à la France pendant la Première Guerre mondiale, tandis que pendant la Seconde Guerre mondiale il a soutenu le régime de Vichy et la collaboration avec le nazisme.

## Biographie

### Jeunesse et formation
Petit-fils de l'agronome Jacques Joseph Baudrillart, fils de l'économiste Henri Baudrillart, c'est un arrière-petit-fils, par sa mère née de Sacy, de l'orientaliste Silvestre de Sacy.
Condisciple de Jean Jaurès, d'Émile Durkheim et d'Henri Bergson à l'École normale supérieure de la rue d'Ulm (promotion 1878), il est agrégé d’histoire en 1881 et docteur ès lettres et en théologie. D'abord professeur au lycée de Laval, au lycée de Caen, puis au collège Stanislas à Paris, il entre dans les ordres et rejoint la congrégation de l’Oratoire de Jésus (oratoriens). Il est ordonné prêtre en 1893.
Historien de formation, il est l'auteur de nombreux ouvrages dont une monumentale histoire de Philippe V et la Cour de France.

### Dignitaire de l’Église catholique
Professeur à l'Institut catholique de Paris, Alfred Baudrillart succède à Pierre-Louis Péchenard en 1907 et devient recteur de cet établissement d’enseignement supérieur catholique.
Au cours de la crise moderniste, il s'oppose vigoureusement au courant moderniste et préconise l'obéissance à l'encyclique Pascendi Dominici gregis de Pie X.

Pendant la Première Guerre mondiale il participe à une tournée de propagande en Amérique. Fortement belliciste, il écrit notamment en août 1914, à propos de la guerre : 

« Je pense que, en dépit des sacrifices et des douleurs sur quoi il n’y a point lieu de s’étendre – tous nous en sentons l’amertume – ces événements sont fort heureux. Laissez-moi vous dire que, pour mon humble part, il y a quarante-quatre ans que je les attends. (...) Jamais, à aucun moment et sous aucun prétexte, je n’ai donné dans l’illusion pacifiste ; jamais je n’ai cru que la France pût retrouver son rang parmi les nations autrement que par la reprise  - et la reprise par les armes – de l’Alsace-Lorraine. (...) La France se refait et, selon moi, elle ne pouvait pas se refaire autrement que par la guerre qui la purifie et qui l’unit. (...)... parmi ces frères qui auront livré ensemble le glorieux et décisif combat, il n’y aura plus ce qu’on appelle d’un nom odieux les ennemis de l’intérieur, plus de parias. Que Dieu nous donne la victoire féconde ! »

 Il déplore, après guerre, qu'on ait à maintes reprises cité de manière tronquée - en réduisant à cinq lignes un texte qui en faisait soixante-dix - sa lettre au Petit Parisien, en particulier sans en reproduire la fin.
Il célèbre en 1912, le mariage de son neveu Gilbert de la Poix de Fréminville fils de Charles de La Poix de Fréminville à Yvonne de Guérriff de Launay à la Cathédrale Saint-Pierre de Vannes. 
Le 5 février 1915 Paul Claudel, alors consul général de France, et Philippe Berthelot, directeur de cabinet du ministre Aristide Briand, rendent visite au recteur de l'Institut catholique[réf. nécessaire] : ils sont inquiets car, depuis la rupture des relations diplomatiques entre la France et le Saint-Siège (1904), le gouvernement français, alors que la France est en pleine guerre contre les empires centraux, craint un isolement international qui soit préjudiciable à la défense des intérêts nationaux. Ils lui suggèrent la création d'un organisme catholique qui aurait le soutien du gouvernement français dans le cadre de l'Union Sacrée. Le président de la République, Raymond Poincaré (qui fut un condisciple de Baudrillart au Lycée Louis-le-Grand) s'est par ailleurs déclaré favorable à cette création et assure que l’État en financera l'action.
Le 3 mars 1915 est annoncée la fondation du Comité catholique de propagande française à l'étranger « afin de promouvoir une France patriotique, universelle et religieuse »[réf. nécessaire], dont Alfred Baudrillart demeurera le président jusqu'à sa mort. Son investissement dans cette officine de contre-propagande l'amène à se rendre plusieurs fois à l'étranger, pendant le conflit et au-delà.
Entre 1915 et 1919 se créent en Europe et en Amérique (du nord comme du sud) des comités francophones et francophiles qui sont des antennes locales de ce comité de propagande. Après la guerre (1921) ce comité se transforme en une association des Amitiés catholiques françaises dans le monde.

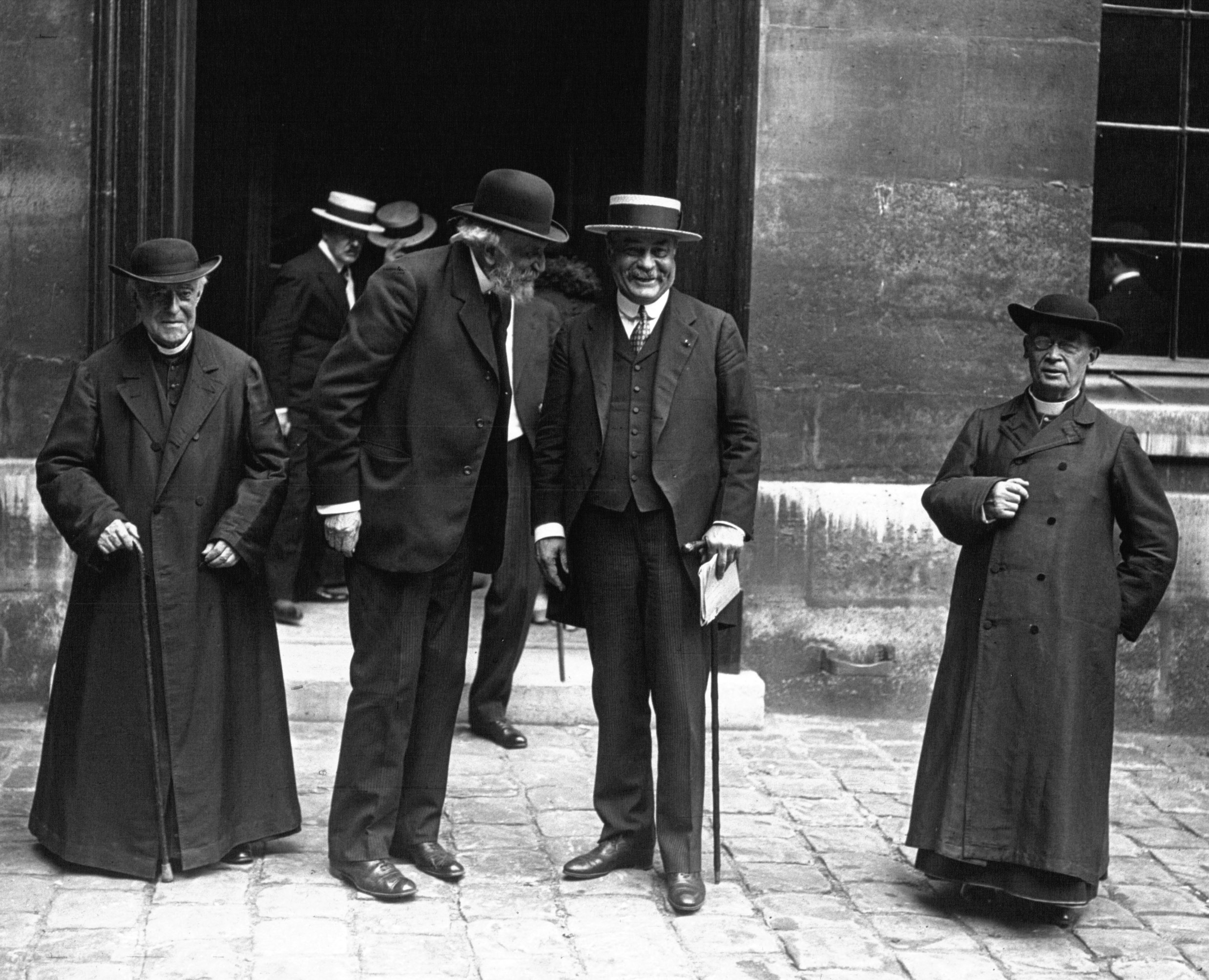
Les prélats Duchesne (à gauche) et Baudrillart (à droite) à leur sortie de l'Académie en 1921.

Le Saint-Siège le nomme évêque in partibus d'Hemeria (de) en 1921, puis archevêque de Mélitène (de). En 1929, il consacre Ange-Marie Hiral évêque titulaire de Sululos (Tunisie) et vicaire apostolique du canal de Suez. Pie XI, qui l'apprécie particulièrement[réf. nécessaire], le crée cardinal en 1935. C'est le doyen des six cardinaux français qui participent au conclave de 1939, à l'issue duquel Pie XII est élu.
Il est élu membre de l'Académie française en 1918 et nommé chevalier de la Légion d'honneur en 1920, officier en 1931 et commandeur en 1935. Proche des milieux politiques, entre autres du président Raymond Poincaré, du maréchal Foch et d'Aristide Briand, il note dans ses carnets (commencés le 2 août 1914 et rédigés tous les jours sans aucune interruption jusqu’à son décès) ses déplacements et toutes ses rencontres comme ses activités religieuses et universitaires.

### La Seconde Guerre mondiale
Le cardinal Baudrillart avait conspué le régime de Hitler, notamment lors de son discours de rentrée de l'Institut catholique en novembre 1939, comme étant païen et inhumain ([le nazisme est une] « barbarie renouvelée du paganisme »), dans la ligne de l'encyclique Mit brennender Sorge publiée en mars 1937 par Pie XI. Mais il était aussi, depuis longtemps, hanté par la peur du bolchevisme, au point d'avoir, en 1930, organisé avec Henry Bordeaux un concours de romans sur le sujet. Il confie en 1936 que cette opération était une commande de Pie XI lui-même.
Depuis le début de l'occupation allemande à Paris en 1940, il est sous l'influence de l'espion nazi Kurt Reichl (de), qu'il rencontre fréquemment. Il soutient Pétain « qui regarde la réalité en face » influencé par des lectures d'Abel Bonnard et d'Alphonse de Châteaubriant. Il prône, âgé, malade, quasiment aveugle, et sous influence, la collaboration avec l'occupant dès le mois de juin,, alors qu'il décrivait dans ses carnets un an auparavant Hitler comme un « monstre ».
Il juge en juillet, après Mers el-Kébir, la conduite de Churchill « odieuse », comme beaucoup de Français qui ne voyaient pas l'enjeu stratégique de cette bataille navale. Il invite publiquement, en novembre, les Français à suivre Pétain, après le discours de celui-ci, radiodiffusé le 30 octobre, en faveur de la collaboration.

Il appartient au comité d'honneur du groupe Collaboration. Selon Philippe Valode, dont la rigueur scientifique des travaux a été remise en cause par Bénédicte Vergez-Chaignon, il adhère au Parti populaire français du fasciste Doriot. En 1941, il apporte tout son soutien à la création de la Légion des volontaires français contre le bolchevisme, déclarant : 

« Comme prêtre et comme Français, j'oserai dire que les Légionnaires de la Croisade antibolchevique se rangent parmi les meilleurs fils de France. Placée à la pointe du combat définitif, notre Légion est l’illustration agissante de la France du Moyen Age, de notre France des cathédrales ressuscitées et je dis, parce que j'en suis sûr, que ces soldats contribuent à préparer la grande renaissance française. En vérité, cette Légion constitue à sa manière une chevalerie nouvelle. Ces légionnaires sont les croisés du XXe siècle. Que leurs armes soient bénies ! Le tombeau du Christ sera délivré. »

 Il apparaît, début décembre, en tête des membres du comité de patronage de la LVF où figure aussi le chanoine Alphonse Tricot, vice-recteur de l'Institut catholique,. Pétain avait fini par dire de lui (recevant une délégation d'étudiants de l'Institut catholique) : « Je l'aime beaucoup. Il est si spirituel ! Mais on me dit qu'il se laisse entraîner plus loin qu'il ne faudrait. »
Le cardinal meurt quasi aveugle, à Paris, dans la nuit du 18 au 19 mai 1942, à l'âge de 83 ans. Son éloge funèbre est prononcé à l'Académie française, le 21 mai, par Paul Hazard ; il est enterré à la chapelle des Carmes de l'Institut catholique le 23 mai. En rappelant la mémoire des otages fusillés par les Allemands le 22 octobre 1941, l'écrivain catholique Paul Claudel proteste, dans une lettre adressée quelques jours plus tard au cardinal Gerlier, contre les honneurs solennels qui lui ont été rendus à Notre-Dame : « Pour l'émule de Cauchon, l’Église de France n'a pas eu assez d'encens. Pour les Français immolés, pas une prière, pas un geste de charité ou d'indignation ».
Une messe de requiem est encore célébrée à sa mémoire, le 25 novembre 1942, en présence d'une trentaine d'archevêques et d'évêques, à Notre-Dame de Paris.

## LesCarnets(1914-1942)
À partir du 1er août 1914, Alfred Baudrillart note dans un journal personnel (sous la forme de carnets) les principaux faits qui traversent ses journées, et ce jusqu'à sa mort en 1942.
Entre 1994 et 2003, l'historien Paul Christophe s'est attaché à retranscrire et à publier une très large partie de ces pages dans 9 volumes, qualifiés de "monumentale contribution à l’histoire du XXe siècle"  par Lucien Jerphagnon.

## Succession apostolique
Alfred Baudrillart a ordonné les évêques suivants :
- Évêque Ange-Marie-Paul Hiral, O.F.M. (1929)

## Distinctions
- Commandeur de la Légion d'honneur (25 juillet 1935)[37]
- Officier de l'Instruction publique
- Grand-officier de l'Ordre royal de Saint-Sava (Serbie)
- Commandeur de l'ordre de la Couronne (Belgique)
- Croix pro piis meritis (Ordre souverain de Malte)

## Publications
- Le Catholicisme en France et les élites intellectuelles, Les Amitiés catholiques françaises, 1900.
- Léon Lefevre, Morel, 1902.
- L'Église catholique la Renaissance le protestantisme, Paris, Bloud, 1905.
- Dictionnaire d'histoire et de géographie ecclésiastiques, éditions Letouzey et Ané, 1909.
- Frédéric Ozanam, Paris, Bloud, 1912.
- Vie de Mgr d'Hulst, Gigord, 1912.
- L'Allemagne et les alliés devant la conscience chrétienne, publication du Comité catholique de propagande française à l'étranger, Bloud et Gay, 1915.
- La Guerre allemande et le catholicisme, Bloud et Gay, 1915.
- La France, les catholiques et la guerre. Réponse à quelques objections, Paris, Bloud et Gay, coll. « Pages actuelles », 1917.
- L'effort canadien. Bloud et Gay, coll. « L'hommage français », 1917.
- Éloge de Albert de Mun, Institut de France, 1919.
- Lettres d'un Pèlerin, Athènes, Beyrouth, Smyrne, Lib. Bloud & Gay, 1924.
- La Vocation catholique de la France et sa fidélité au Saint-Siège à travers les âges, Spes, 1928.
- La Conquête religieuse de l'Algérie, 1830-1845, Plon, 1930.
- Nos grandes écoles. L'Institut catholique, 1930.
- À la jeunesse, Conseils d'hier et d'aujourd'hui, Paris, De Gigord, 1932.
- Vingt-cinq ans de rectorat. L'Institut catholique de Paris, 1907-1932, Paris, De Gigord, 1932.
- Vocation de la France, Flammarion, 1934.
- La Grande et Belle Histoire de la première croisade, Calmann-Lévy, 1935.
- Soyons prêts !, Flammarion, 1937.
- Le testament politique d'un prince de l'Église, Inter-France, 1940, préface d'Abel Bonnard.
- Le cardinal Baudrillart 1859-1942. Témoignages et souvenirs, Flammarion, 1942, 188 p. (présentation en ligne)
- Les Carnets du cardinal Baudrillart, Le Cerf, 9 volumes (environ 10 000 pages), 1994-2003.

## Iconographie
- Le cardinal Baudrillart a été portraituré par Jules Alexandre Grün et par Félix de Goyon, tableau exposé au salon de la Société nationale des beaux-arts de 1922, ce tableau est passé en vente le 10 octobre 2004, à Troyes chez Mes Pomez et Boisseau, no 177 de la plaquette (reproduit).

## Pour approfondir